# Leif Kayser
Leif Kayser (Kopenhagen, 13 juni 1919 – Vanløse, 15 juni 2001) was een Deense componist, muziekpedagoog, organist, pianist en priester. Hij was de zoon van de geograaf Olaf Ivar Monrad Kayser (1893-1928) en Hedwig Martha Nick (1877-1972).

## Levensloop
Kayser studeerde vanaf 1936 piano, orgel, muziektheorie en instrumentatie aan Det Kongelige Danske Musikkonservatorium (DKDM) te Kopenhagen bij onder anderen Paul Sophus Rung-Keller en Poul Schierbeck. Verder studeerde hij compositie bij Hilding Rosenberg en orkestdirectie bij Tor Mann aan de Kungliga Musikhögskolan te Stockholm. Alhoewel hij in 1941 in Kopenhagen als pianist en in Göteborg als dirigent debuteerde begon hij in 1942 met een studie van theologie en filosofie in Rome. In 1949 werd hij tot priester gewijd en diende als pastor van de Rooms-Katholieke Kerk St. Ansgar (Sankt Ansgars Kirke) in Kopenhagen tot 1964.
In 1950 ging hij naar Parijs, om bij Nadia Boulanger verder compositie te studeren.
Hij was docent voor instrumentatie en partituuranalyse aan Det Kongelige Danske Musikkonservatorium te Kopenhagen. Vanaf 1964 werd hij docent voor orkestratie en orkestdirectie aan hetzelfde instituut.
Leif Kayser was een van de belangrijkste Deense orgelcomponisten van de 20e eeuw. Tot zijn grote werken voor dit instrument zijn vooral vier suites en het grote Concerto per organo uit 1965 bekend.

## Composities

### Werken voor orkest

#### Symfonieën
- 1937-1938 Symfonie nr. 1
- 1939 Symfonie nr. 2
- 1943-1953 Symfonie nr. 3
- 1945-1963 Symfonie nr. 4.

#### Concerten voor instrumenten en orkest
- 1965 Concerto, voor orgel en orkest
  1. Con fantasia
  2. Vivo
  3. Allegro vigoroso
  4. Moderato
  5. Finale

#### Andere werken voor orkest
- 1962 Konig Kristian Stod Overture

### Werken voor harmonieorkest
- 1956 Eight Piccoli Studi
- 1959 Suite
- 1962 Konig Kristian Stod Overture
- 1971 Inno

### Missen, oratoria en gewijde muziek
- 1942 Ave Maria, voor zangstem en orgel
- 1946-1953 Te Deum, voor gemengd koor
- 1943-1947 Juleoratorium (Kerstoratorium) "In nativitate domini", oratorium voor sopraan, bariton, bas, gemengd koor en orkest
- 1956 3 Salmi (Psalmen), voor contralto en orgel
- 1960 Messa III, voor gemengd koor en strijkorkest
- 4 Psalmen, voor bariton en orgel
  1. Psalm 26: 1-6
  2. Psalm 130
  3. Pslam 137: 1-2
  4. Psalm 62: 2-9
- Ave Maria, voor vrouwenkoor (SSAA)

### Kamermuziek
- 1955 In dulci jubilo, voor trompet, hoorn, trombone en tuba
- 1955-1958 19 sange for 3 blokfløjter, voor 3 blokfluiten
- 1955-1958 Duetter for blokfløjtekor, duetten voor blokfluiten-koor
- 1957 Variationer over "Lovet være du Jesu Christ", voor trompet, hoorn, trombone en tuba
- 1958 Notturno saccro, voor trompet, hoorn, trombone en tuba

### Werken voor orgel
- 1942 Tre Improvvisazioni, op. 7
- 1947 Parafrase over gregorianske motiver, op. 10
- 1947-1948 Variationer over "In dulci jubilo", op. 14
- 1953-1955 Fantasia – Arabesco – Corale
- 1956 Sonatina
  1. Allegro Moderato
  2. Andante, Un Poco Grave
  3. Vivo
- 1956 Suite caratteristica
- 1957-1960 Variazioni pasquali
- 1969 Fantasia e Inno
- 1969 Sonata
- 1971-1972 Entrata reale
- 1973 Suite nr. 4
- 1975 Kirkeruder (Kerk venster)
  1. Maestoso
  2. Lento
  3. Andante
  4. Grave - Con moto
  5. Adagio
  6. Andante grazioso
  7. Allegro
- 1979-1982 Tre Maria-fresker
- 1986 Hymne til Hertug Knud (Hertog en martelaar)
- 1992 Lauda Sion salvatorem
- 2 pezzi sinfonici, op. 9
- Alfa and Omega
- Confetti
  1. Første Del
  2. Anden Del
- Julesalmelege
- Pezzi sacri I/II
- Requiem, 11 meditazioni per organo
- Suite nr. 2
- Suite nr. 3
- Toccata sopra "Ave Maria"

### Werken voor piano
- 4 Klaverstykker, op. 4

### Werken voor accordeon
- 1974-1975 Arabesques 1-10
- 1974-1992 Confetti
- 1970-1984 Suite Sacra